# Polyamide
Un polyamide (PA) est un polymère contenant des fonctions amide {\displaystyle \mathrm {-C(=O)-NH-} } pouvant résulter de la polycondensation entre les fonctions acide carboxylique et amine.
En 1927, la société américaine Du Pont de Nemours constitue un service de recherches pour l’étude de la synthèse des polymères à longues chaînes. La direction en est confiée à Wallace Hume Carothers. Le polyamide 6/6 est découvert en 1936, la production à l'échelle industrielle débute en 1938. Parallèlement, Paul Schlack, un chimiste allemand, obtient par ouverture puis polycondensation d'un caprolactame (amine cyclique), une résine polyamide à six atomes de carbone baptisée Perlon. Certains polyamides sont rapidement utilisés dans l'industrie textile en particulier pour la fabrication des toiles de parachute. Les polyamides seront plus connus par la suite sous l'appellation de nylon.
Depuis, la famille des polyamides s’est agrandie ainsi que les producteurs. La consommation a augmenté de façon significative ces dernières décennies face à la demande provenant de l'industrie automobile. Ils trouvent une large variété d’applications techniques grâce à leurs excellentes propriétés, en injection par exemple, en substitution des métaux et autres résines thermodurcissables. Certains grades permettent l'extrusion, voire le thermoformage.

## Classification
Selon la composition de leur chaîne squelettique, les polyamides sont classés en aliphatiques, semi-aromatiques et aromatiques (polyphtalamides quand la proportion des diacides aromatiques est au moins égale à 50 % des diacides totaux). Selon le type des motifs de répétition, les polyamides peuvent être des homopolymères ou des copolymères : 
- Polyamides aliphatiques (exemple : nylon de DuPont) :
  - Homopolymères :
    - PA 6 : Polycaprolactame [NH−(CH2)5−CO]n fabriqué par ouverture du cycle caprolactame,
    - PA 12 : Polylauroamide fabriqué par ouverture du cycle lauryllactame,
    - PA 11 : Polyundécanamide fabriqué à partir de l'acide 11-aminoundécanoïque, un acide aminé issu de l'huile de ricin,
    - PA 4.6 : Polytétraméthylène adipamide fabriqué à partir de la tétraméthylènediamine et de l’acide adipique,
    - PA 6.6 (nylon) : Polyhexaméthylène adipamide : [NH−(CH2)6−NH−CO−(CH2)4−CO]n fabriqué à partir de l’hexaméthylènediamine et de l’acide adipique,
    - PA 6.9 : Polyhexaméthylène nonanediamide fabriqué à partir de l’hexaméthylènediamine et de l’acide 1,9-nonanedioïque,
    - PA 6.10 : Polyhexaméthylène sébaçamide fabriqué à partir de l’hexaméthylènediamine et de l’acide sébacique,
    - PA 6.12 : Polyhexaméthylène dodécanediamide fabriqué à partir de l’hexaméthylènediamine et de l'acide 1,12-dodécanedioïque,
    - PA 10.10 : Polydécaméthylène sébaçamide fabriqué à partir du décanediamine et de l’acide sébacique,
    - PA 10.12 : Polydécaméthylène sébaçamide fabriqué à partir du décanediamine et de l'acide 1,12-dodécanedioïque ;

  - Copolymères :
    - PA 6.6/6 : [NH-(CH2)6−NH−CO−(CH2)4−CO]n−[NH−(CH2)5−CO]m fabriqué à partir de caprolactame, d'hexaméthylènediamine et d'acide adipique,
    - PA 6/6.6/6.10 : [NH−(CH2)5−CO]n −[NH−(CH2)6−NH−CO−(CH2)4−CO]m−[NH−(CH2)6−NH−CO−(CH2)8−CO]p fabriqué à partir d'hexaméthylènediamine, d'acide adipique et d'acide sébacique ;

- Polyamides semi-aromatiques ou polyphtalamides, exemple : Trogamid d’Evonik Industries :
  - PA 6.I : Polyhexaméthylène isophtalamide fabriqué à partir de l’hexaméthylènediamine et de l’acide isophtalique,
  - PA 6.T fabriqué à partir de l’hexaméthylènediamine et de l’acide téréphtalique,
  - PA mXD.6: Polymétaxylylène adipamide fabriqué à partir de la m-xylylènediamine et de l’acide adipique ;

- Polyamides aromatiques ou aramides (aromatic polyamides), exemples : Kevlar et Nomex de DuPont, Teijinconex, Twaron et Technora de Teijin :
  - PA MPD.I : Polymétaphénylène isophtalamide fabriqué à partir de la métaphénylènediamine et de l’acide isophtalique,
  - PA PPD.T : Polyparaphénylène téréphtalamide fabriqué à partir de la paraphénylènediamine et de l’acide téréphtalique,
  - PA ND.T/IND.T : fabriqué à partir de la 2,2,4/2,4,4-triméthyl-hexaméthylènediamine et de l’acide téréphtalique.

Selon leur taux de cristallinité, les polyamides peuvent être :
- semi-cristallins : 
  - à grande cristallinité : PA 4.6 et PA 6.6,
  - à faible cristallinité : PA mXD.6 ;
- amorphes : PA 6.I.

Selon cette classification, le PA 6.6, par exemple, est un homopolyamide aliphatique semi-cristallin.

## Polyamides aliphatiques

Conformation théorique possible des chaines d'un PA 4/6 avec liaisons hydrogène

Les polyamides aliphatiques (PA) sont désignés par un ou plusieurs chiffres relatifs au nombre d'atomes de carbone contenus dans le motif de répétition :
- les polyamides désignés par un seul chiffre (PA 6 par exemple) sont généralement obtenus par polymérisation en chaîne d'un lactame (le PA 6 est issu du caprolactame ; son motif contient 6 atomes de carbone) ; une autre méthode est la polycondensation d'un acide aminé (ex. : PA 11) ;
- les polyamides désignés par deux chiffres (PA 4.6, PA 6.6, PA 6.10, PA 6.9, PA 6.12 par exemple) sont en général obtenus par polycondensation entre un diacide carboxylique et une diamine. Les valeurs correspondent au nombre d'atomes de carbone composant un motif de la chaîne dont respectivement, le nombre d'atomes de carbone de la diamine et du diacide.

Dans le cas du poly(tétraméthylène adipamide) ci-dessus, la réaction se fera à partir du 1,4-tétraméthylènediamine en présence d’acide adipique avec dégagement d’une molécule résiduelle (H2O).

### Caractéristiques
Il s'agit de polymères généralement à structures semi-cristallines, qui présentent un bon compromis entre caractéristiques mécaniques et chimiques. La concentration en fonction amide et la régularité de leurs espacements conditionnent les propriétés du matériau. Le point de fusion (Tf) augmente avec la concentration en fonction amide, et de surcroît lorsque le nombre de carbone composant les deux segments de chaine est pair dans le cas d’un système —(AA—BB)n—.
Les polyamides sont en général des matériaux sensibles à l'humidité par la présence de groupes polaires. Les propriétés mécaniques et dimensionnelles peuvent donc être affectées selon les conditions de stockage et de mise en œuvre. Ils sont également assujettis à l’oxydation à haute température ainsi qu’une résistance limitée au feu. Pour pallier cette dernière, l'utilisation d'ignifugeants est possible à partir de composés halogénés (bromés ou chlorés) ou bien de composés inorganiques.

### Utilisation spécifique
BASF, DuPont, Lanxess, Rhodia, A Schulman, ont développé des polyamides 6 et certains 6,6 spécialement adaptés au procédé d’injection assistée par eau (IAE). Ce procédé, couplé à des polyamides de grades spécifiques, devient courant pour des applications sous capot ou destinés au transport de fluides. Par leurs propriétés mécaniques à haute température et leur résistance aux fluides industriels (huile, glycol, etc.), les polyamides transformés par IAE viennent ainsi directement concurrencer le polypropylène.

## Polyphtalamides
À mi-chemin entre les polyamides aliphatiques et les polyarylamides (PAA), les polyphtalamides (PPA) se classent au rang des polymères hautes performances. La différence fondamentale par rapport aux polyamides aliphatiques réside dans la présence d’un cycle aromatique sur les segments diacides d’où leur appellation triviale de polyamide semi-aromatique.
Cette « rigidité » apportée par les cycles aromatiques se traduit par une meilleure conservation des propriétés à hautes températures avec de plus, une bonne stabilité dimensionnelle. Pour les PPA en général, les températures de transition vitreuse et de fusion sont plus élevées par rapport à un polyamide aliphatique. Leur aptitude à cristalliser est fonction de la nature du motif, certains y parviendront, d’autres seront amorphes, on parle aussi dans certains cas de microcristallinité.
L'exemple d'un PA ND.T/IND.T ci-dessus est un polymère amorphe et transparent, issu d’une copolycondensation entre un 2,2,4/2,4,4-triméthyl-hexaméthylènediamine et un acide téréphtalique, commercialisé par Evonik Industries sous l'appellation Trogamid T.

## Rilsanisation
La rilsanisation consiste en la dépose de polyamide 11 (commercialisé par Arkema sous la marque Rilsan PA11), un polymère thermoplastique de la famille des polyamides, sur une pièce généralement métallique. Le PA 11 est un bioplastique biosourcé non-biodégradable. Il est issu d'une matière d'origine végétale, l'huile de ricin.
Ce revêtement est particulièrement intéressant lorsque l'on recherche une protection anticorrosion (bonne tenue au test du brouillard salin), une isolation électrique, une résistance à l'abrasion et à la cavitation et aux attaques chimiques. En plus de ces caractéristiques « industrielles », on peut l'employer à des fins esthétiques.